# Cocción al vapor

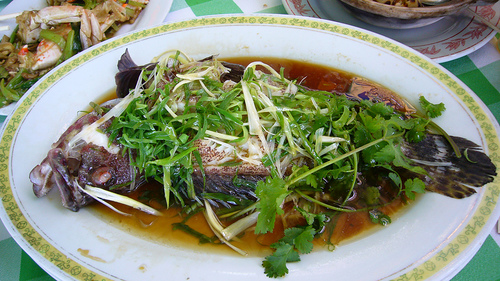
El pescado al vapor es más saludable gracias a este tipo de cocción.

La cocción al vapor (a veces abreviado simplemente al vapor) es un método de cocción que consiste en cocinar los alimentos únicamente con vapor de agua, sin sumergirlos en el agua misma ni en aceite. Para esto, suele utilizarse un recipiente con agujeros en donde van los alimentos, y este recipiente se coloca arriba de otro que contiene agua hirviendo, la cual no debe tocar a los alimentos del primer recipiente. Comúnmente se usa este método de cocción como una opción más saludable, ya que los alimentos cocidos al vapor pierden menos nutrientes que los hervidos. En Venezuela a este método de cocción se le suele llamar "sudado" (también de manera coloquial).

## Empleos en las cocinas mundiales
En la gastronomía occidental, la cocción al vapor se usa generalmente en vegetales, pero pocas veces para carnes. En cambio, en la cocina china, rara vez se preparan vegetales al vapor, sino que se suelen saltear o blanquear.
En la cocina china la cocción al vapor se usa en muchos platos con carnes, como pescados enteros, costillas de cerdo, pollo, ganso, etc. Además, el arroz y algunas comidas hechas con trigo también se preparan al vapor. Los platos de carnes al vapor (excepto por el dim sum) son menos comunes en los restaurantes que en la cocina china casera tradicional porque requieren más tiempo de cocción que los salteados.
Los cocineros chinos desarrollaron un método de cocción eficiente para los restaurantes: grandes canastas de bambú, de alrededor de diez centímetros de alto, que se pueden apilar sobre el wok. La base de cada canasta es una rejilla que permite pasar al vapor hasta la última canasta de la pila. En algunos restaurantes de dim sum las pilas pueden ser de hasta 20 canastas. A medida que se avanza en la cocción, se retira la canasta de abajo y se mantiene el resto de la pila. Esta técnica garantiza un flujo constante de dim sum recién hecho.

## Técnicas
También se puede cocinar al vapor usando un wok de forma casera. Se coloca un estante en el fondo del wok y sobre él una canasta de vapor o un plato con comida. Luego se echa agua en el wok hasta que el nivel este justo por debajo del plato o la canasta. El agua se lleva a ebullición y se tapa el wok. La mayoría de los vegetales se pueden cocinar en alrededor de cinco minutos. La mayoría de los platos de carnes, en cambio, demoran más de 20 minutos.
Una alternativa es ubicar el plato de comida a cocer al vapor sobre el arroz que se está cocinando. Una olla de arroz demora alrededor de 30 minutos en hacerse, y va a estar lista al mismo tiempo que la comida preparada al vapor. En los últimos años, se encuentran vaporeras de materiales innovadores, como la silicona platino, que destacan por ser flexibles, resistentes a las altas temperaturas, plegables, antiadherentes y fáciles de limpiar en el lavavajillas. Las vaporeras de silicona permiten ahorrar tiempo en la cocina, aportan beneficios para una alimentación sana y facilitan la cocina al papillot.
Otra alternativa es poner un colador en una olla llena de agua siempre con cuidado de que el agua no toque el colador. Ponemos las verduras encima del colador, el agua a hervir y tapamos mientras se cocina al vapor.
Se venden también vaporeras especiales. Sin embargo, aunque son más cómodas no necesariamente son mejores.